# دوغلاس ماكدونالد
دوغلاس ماكدونالد هو سياسي كندي، ولد في 1900، وتوفي في 1996. نشط حزبياً في Nova Scotia New Democratic Party ‏. وقد انتخب عضو مجلس نواب نوفا سكوشا.